# Дулен ускорител
Дулен ускорител, или активен усилвател на отката е устройство, закрепено на ствола на огнестрелното оръжие, предназначено за използване на енергията на барутните газове, за да се увеличи силата на отката. Дулните ускорители обикновено се използват за увеличаване на надеждността на системата на отката. Дулният ускорител изпълнява функции, противоположни на функциите на дулния спирач, намаляващ силата на отката при огнестрелното оръжие.

## История
За първи път дулен ускорител се появява на картечниците Викерс през 1912 г. Викерс, както и картечницата Максим, на основата на която са разработени, използва кроткия ход на отката. При изстрел откатът бута ствола вътре в оръжието. Това движение осигурява енергията, използвана за извличане на използваната гилза, и свива пружината, смекчаваща отката, завършвайки цикъла. Дулният ускорител увеличава отката, предаван на ствола, насочвайки част от барутните газове така, че те да избутват ствола назад.

## Конструкция
Дулният ускорител на Викерс се състои от две части: първата – разширителна „чашка“ на дулото; втората е перфорираната тръбичка около дулото. Куршума, напускайки ствола, преминава през отвор, под калибъра на снаряда, на края на перфорираната тръбичка. В това време става частична временна блокада на барутните газове, препятстваща тяхното нататъшно придвижване напред. Налягането вътре в ускорителя расте, тъй като барутните газове трябва да променят направлението на движението си, за да напуснат ускорителя. „Чашката“ на дулото има голяма площ, достатъчна, за да може налягането на газовете да избута ствола назад.

## Примери за използване
Дулният ускорител не получава широко използване в практиката, тъй като е по-малко ефективен, отколкото системата за извличане на гилзите с енергията на бартуните газове, отведени от ствола. Но той е поставян на MG 42, а неговата модификация Rheinmetall MG3, за патрони 7,62×51 mm НАТО и в понастоящем се използва от въоръжените сили на Германия.
Към 1899 г. намиращите се на въоръжение в Руската армия картечници „Максим“ са заменени от 10,67 mm калибър на винтовката Бердан на калибъра 7,62×54 mm R на руската винтовка Мосин под официалното наименование „7,62 mm тежка картечница“. За повишаване на надеждността на картечницата е използван дулен ускорител. Предната част на ствола е удебелена за увеличаване на площта на дулния срез, а след това към водния кожух е присъединено калпаче-надулник.

## Съвременно използване
Дулните ускорители намират нова употреба в дъмпера на пистолетите на Браунинг. Такива пистолет имат ствол, отскачащ късо назад след изстрел. Добавянето на дъмпера към пистолетите, използващи енергията на отката, значително увеличава откатваната маса, забавяйки или даже спирайки отката на ствола. Много дулни ускорители включват в себе си система за индексация, която позволява на гасителя да се регулира в няколко положения, което позволява на стрелеца точно да настрои механизма на прицелване.
Някои адаптори за стрелба с халосни патрони действат като дулни ускорители, използвайки барутните газове на халосния патрон, за увеличаване на отката, поради липсата на откат от куршум.